# Rémiz de Carl
Anthoscopus caroli
Espèce
Statut de conservation UICN

 LC  : Préoccupation mineure
La Rémiz de Carl (Anthoscopus caroli)  est une espèce de passereaux de la famille Remizidae.

## Description
Avec 8 à 9 cm de longueur et un poids de 6,5 g, il est l'une des plus petites espèces d'oiseaux d'Afrique, avec ses cousins le Rémiz minute et le Rémiz souris encore plus petit ainsi que la Mésangette rayée.

## Répartition
Cet oiseau se trouve en Angola, au Botswana, au Burundi, en République du Congo, en République démocratique du Congo, au Kenya, au Malawi, au Mozambique, en Namibie, au Rwanda, en Afrique du Sud, au Swaziland, en Tanzanie, en Ouganda, en Zambie et au Zimbabwe.

## Habitat
Ses habitats naturels sont les forêts sèches subtropicales ou tropicales, la savane sèche et savane humide.